# Šípková omáčka
Šípková omáčka je druh typické české omáčky, která se vyrábí z kořenové zeleniny, červeného vína a šípkového pyré, díky němuž omáčka získává svoji typickou chuť a po němž získala i svůj název.

## Charakteristika

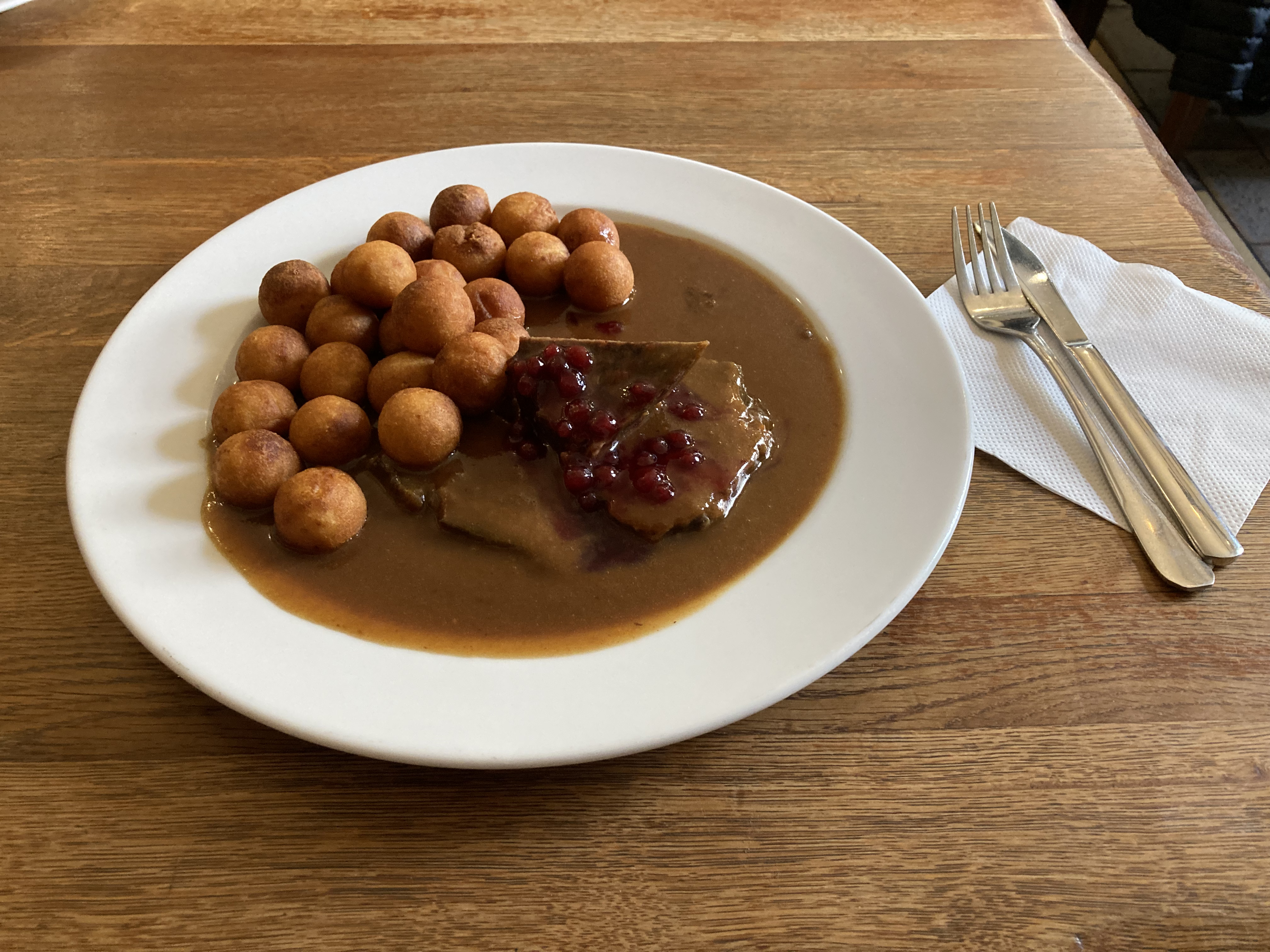
Hovězí plátek se šípkovou omáčkou.

Omáčka má typickou šípkovou chuť. Maso v omáčce bývá obvykle kančí, ale lze použít i jiné druhy zvěřiny, například daňčí či srnčí. Jako příloha se běžně podávají karlovarské knedlíky.